# 2025년 캐나다 연방 선거
2025년 캐나다 연방 선거(영어: 2025 Canadian federal election, 프랑스어: Élections fédérales canadiennes de 2025)는 제45대 캐나다 하원을 선출하기 위해 2025년 4월 28일에 실시된 선가이다. 2025년 3월 23일, 메리 사이먼 총독이 마크 카니 총리의 의회 해산 요청을 수락한 후 선거교서를 내렸다. 이번 선거는 2021년 캐나다 국세조사를 바탕으로 기존 의석 338석에서 343석으로 의석이 바뀐 이후 실시된 첫 선거이다.
자유당은 이번 선거로 인해 4번째 연임이 확정되었으나, 2015년, 2019년, 2021년 선거에 이어 3번째로 과반의석 차지에 실패하였다. 다만, 2019년과 2021년 연방 선거에 보수당에게 득표율 1위를 내준것과 달리 자유당은 이번 선거에 득표율 1위를 달성하였다. 자유당과 보수당 양대 정당은 의석 수를 늘리는데 성공하였지만, 나머지 야당은 이번 선거에서 상당한 부진을 격었다. 이번 선거의 부진으로 인해 신민주당은 1993년 이후로 최초로 하원 내에서 정당지위를 상실하였다. 자유당은 2000년 이후로 최초로 득표율 40%를 넘겼으며, 보수당은 1998년 이후로 최초로 득표율 40%를 넘겼다. 자유당과 보수당 둘 다 득표율 40%를 넘긴건 1930년 이후 최초이다. 자유당의 이번 득표율은 캐나다 역사상 최대이며, 1984년 선거의 진보보수당의 기록을 갈아치웠다.
이번 결과는 2023년 중반에서 2025년 1월까지 압도적 지지율을 보이며 과반의석까지 예상되었던 보수당 강세의 완전한 역전으로 평가 받는다. 이번 선거의 결과는 트뤼도의 후임자로써의 마크 카니 총리의 영향이 지대하다. 마크 카니는 이번 선거에서 캐나다 중앙은행 경력 등으로 2025년 세계 무역 전쟁과 기타 이슈에서 유권자들이 더 나은 후보로 그의 지도 능력을 인정하였다고 평가 받는다.
이번 선거의 여파로 주요 야당 지도자 세명이 낙선하였다. 피에르 폴리에브 보수당 대표는 브루스 판조이한테 패배하며 카를턴 지역구를 내어 줬으며, 신민주당의 자그미트 싱 대표와 녹색당 공동 대표인 조나탕 페노도 이번 선거에서 낙선하였다. 1998년 이후 최고 득표율을 기록한 업적과 달리, 2004년 이후 7회째 연임에 성공한 폴리에브 당대표의 패배는 보수당 지지자들에게 큰 실망과 충격으로 다가왔다. 자유당은 이번 선거에서 약진한것과 달리 카니 내각의 보건부 장관 카말 케라는 재선에 실패하였다.

## 배경
2021년 9월 20일에 실시된 2021년 캐나다 연방 선거는 이전에 치루어진 2019년 캐나다 연방 선거와 비교하여 의석수에 사소한 변동만 있었다. 저스틴 트뤼도 총리가 이끄는 집권 정당인 자유당은 단독 과반 차지에 실패하여 다수의 의석만을 확보한채 소수 정부 지위를 유지하였다. 보수당은 총 투표 수에서 승리를 거두며 공식 야당으로 계속 활동하였다. 2022년 3월 자유당은 4위인 신민주당 (NDP)과 특정 정책 양보를 조건으로 의회 임기 동안 신임 공급 협정을 체결하였다. 이 계약은 NDP가 계약을 종료한 2024년 9월까지 유지되었다.
선거 1주일 후인 9월 27일, 아나미에 폴 녹색당 대표가 정당 내 지지기반 약화를 이유로 사임하였다. 그 이후 녹색당 경선에서 조너선 페드놀과  엘리자베스 메이 공동 후보로 출마하여 당선되었다. 페드놀은 공동 대표제도를 허용하도록 당헌이 변경될 때까지 공식적으로는 부대표로 지명되었다. 메이와 프드놀은 2025년 2월 4일에 공식적으로 공동 대표로써 당내 지도부를 차지하였다.
2022년 2월 2일, 전 보수당 대표 에린 오툴은 당원대회 투표에서 패배하며 보수당 대표직에서 물러났다. 그 이후 당내 경선 결과에 따라 피에르 폴리에브가 보수당의 새로운 지도자로 선출되었다.

### 정부 전환
경제 불황으로 인한 낮은 정부 지지율과 야당인 보수당이 여론조사에서 크게 앞서고 있음에도 불구하고, 트뤼도는 다음 총선에서 자유당을 이끌고 4선에 도전하겠다고 선언하였다. 지난 100년간 어떠한 총리도 4회 연임에 성공하지 못하였다 (피에르 트뤼도는 1979년 총선에 패배하여 4번 연임은 실패하였지만, 1980년에 4선에 성공하였다). 재선에 대한 트뤼도의 노력에도 불구하고 자유당이 자유당 텃밭 의석에 관한 보궐선거에서 지속적으로 패배하자 자유당 의원단 내에서 트뤼도 사임 압력이 거세지고 있었다.
2024년 12월 16일, 크리스티아 프리랜드 재무장관이 정부의 가을 경제 성명을 발표하기 불과 몇 시간 전에 갑자기 사임하면서 정부는 정치적 혼란에 빠졌다. 트뤼도의 최측근인 프리랜드의 사임은 총리는 트뤼도 총리에 대한 명백한 질책으로 여겨졌으며 캐나다 정치 전반에 충격을 보냈다. 10월 부터 지속적으로 당내 지지 기반이 약해졌던 트뤼도는 이 사건 이후 끊임 없는 사퇴 압박을 받았다. 12월 22일에는 21명의 자유당 의원이 트뤼도의 사임을 공개적으로 촉구하기에 이르렀다. 2025년 1월 6일, 트뤼도는 당이 후임자를 선출한 후 총리직에서 사임할 의사를 밝혔다. 그 뒤를 이은 당대표 선거에서 캐나다 은행 전 총재인 마크 카니가 승리하였다. 카니는 3월 14일에 캐나다 총리로 취임하였다.
2024년 미국 대통령 선거 이후 도널드 트럼프 당선의 여파로 캐나다는 상당한 관세 위협에 시달리고 있었다. 트뤼도 내각 내에서 관세 위기 극복에 관한 의견이 엇갈렸으며 이는 트뤼도 내각 붕괴의 원인 중 하나로 뽑혔다. 하지만, 트럼프의 당선은 자유당의 부활을 부르기도 하였다. 2025년 세계 무역 전쟁과 트럼프의 캐나다 종속 협박은 자유당의 지지율을 크게 높이게 되었으며 보수당과의 차이를 상당 수 줄였다. 카니가 총리로 선출되었을 즈음에는 지지율 차이가 완전히 전복되며 자유당이 선두를 달리고 있었으며 자유당 단독 과반의 가능성 까지 시사되었다. 이는 캐나다 역사상 전례 없는 정치적 사건으로 평가받는다.

### 선거일
이전 선거의 투표일로부터 4년이 지난 해의 10월 셋째 월요일에 연방 선거를 실시하도록 규정한 캐나다 선거법 의 고정 날짜 조항에 따라 선거는 2025년 10월 20일에 실시될 예정이었다. 그러나 총독이 총리의 권고에 따라 의회를 해산하거나, 정부가 공급법안이나 특정 불신임안에서 패배한 경우, 예정된 날짜 전에 궐위선거가 실시될 수 있다.
2024년 3월 20일 정부는 디왈리와 앨버타주의 지방 선거와 충돌을 피하기 위해 고정 선거일을 2025년 10월 27일로 변경하는 캐나다 선거법 개정안을 포함한 선거 참여법을 발의하였다. 캐나다 총리 저스틴 트뤼도가 사임을 발표한 후 캐나다 의회의 활동이 정지되면서 법안은 페기 수순을 밟았다.
2025년 3월 23일, 마크 카니 총리의 요청에 따라 총독은 의회를 해산하고 2025년 4월 28일 선거를 실시하였다.

### 선거 제도
캐나다의 선거제도는 소선거구제로, 공식적으로는 단일 의원 다수제라고도 한다. 유권자들은 자신들의 선거구에 지명된 후보를 선출하고, 다른 후보보다 많은 표를 얻은 후보는 343명의 의원으로 구성된 하원에서 의석을 차지하여 해당 선거구를 대표하는 하원의원 (MP)으로 선출된다. 하원에서 가장 많은 의석을 차지한 정당이 정부를 구성하고, 그 정당의 대표가 총리가 된다. 연립 정부나 여당에 소속되지 않은 정당 중 의석 수가 가장 많은 정당이 제1야당이 된다. 제1야당은 다른 야당들보다 더 많은 재정과 특권을 받는다.
내각 형성을 위해 과반 의석을 확보할 필요는 없으며, 과반 의석을 달성하는 경우도 드물다. 게다가 여당은 하원에서 과반수 의석을 확보할 필요도 없다. 현재의 다당제에서는 여당이 과반수 의석을 확보하지 못하는 경우가 흔하다. 그러나 법안을 통과시키려면 여당은 의원 과반의 지지를 받아야 한다. 다수의 지지가 없다면 정부가 신임 투표에서 패배할 수 있고, 그럴 경우 새로운 정당이 정부를 구성하거나 다시 선거를 실시해야 한다.

#### 의석 변화

2023년 의석 변경에 맞춘 2021년 연방선거 결과.

이번 선거는 2022년 선거구 재분배에 따라 새로 설정된 선거구에서 치러지는 첫 번째 선거이다. 따라서 이번 선거의 언론 보도는 명목상 결과 보다 실제 의석의 증가나 감소를 보도하는 경향이 있다. 아래는 캐나다 선거관리위원회가 발표한 2021년 총선 결과를 새로운 선거구 경계에 따라 재편성한 경우의 총선 결과이다 (즉 만약 2021년 선거의 의석수가 343석이었다면의 결과).
| 정당       | 정당        | 의석 수          | 의석 수          | 의석 수 |
| 정당       | 정당        | 2021년 실제 결과 | 2021년 명목 결과 | 변화    |
| ---------- | ----------- | ---------------- | ---------------- | ------- |
|            | 자유당      | 160              | 157              | 3       |
|            | 보수당      | 119              | 126              | 7       |
|            | 블록 퀘벡당 | 32               | 34               | 2       |
|            | 신민주당    | 25               | 24               | 1       |
|            | 그린당      | 2                | 2                | 보합    |
| 총 의석 수 | 총 의석 수  | 338              | 343              | 5       |

### 재선 불출마자
60명의 하원의원이 2025년 연방 선거에 출마하지 않겠다고 밝혔고, 한 의원은 공천 받지 못하여 후보직을 이어받지 못하였다. 한 의원은 소속 정당으로부터 후보 자격을 박탈당하여 소속 정당의 이름으로 출마할 수 없게 되었다.
4명의 의원이 다시 출마하지 않겠다는 의사를 밝혔으나, 이후 선거 전에 의회에서 사임하였다. 5명의 의원은 사임 의사를 밝혔으나 이후 마음을 바꾸었다.
| 정당 | 정당        | 은퇴 의원   | 은퇴 의원 |
| 정당 | 정당        | 2021년 선거 | 해산 시   |
| ---- | ----------- | ----------- | --------- |
|      | 자유당      | 40          | 38        |
|      | 보수당      | 13          | 12        |
|      | 신민주당    | 4           | 4         |
|      | 블록 퀘벡당 | 4           | 4         |
| 0    | 무소속      | 0           | 3         |
| 총   | 총          | 60          | 60        |

## 선거 전 여론조사

선거 유세 기간 전의 장당별 지지도. 추세선은 여론조사 총 30개의 국부 회귀로, 시간적 근접성과 표본 크기의 로그 함수에 따라 가중치가 부여됨. 95% 신뢰 리본은 추세선에 대한 불확실성을 나타내며, 실제 선거 결과가 이 구간에 속할 가능성을 나타내지는 않음.

선거 유세 기간 전의 장당별 지지도. 추세선은 여론조사 총 30개의 국부 회귀로, 시간적 근접성과 표본 크기의 로그 함수에 따라 가중치가 부여됨. 95% 신뢰 리본은 추세선에 대한 불확실성을 나타내며, 실제 선거 결과가 이 구간에 속할 가능성을 나타내지는 않음.

## 참여 정당
| 정당 | 정당      | 이데올로기                               | 대표                          | 2021년 선거 결과 | 2021년 선거 결과 | 선거전 의석 |
| 정당 | 정당      | 이데올로기                               | 대표                          | 득표수 (%)       | 의석수           | 선거전 의석 |
| ---- | --------- | ---------------------------------------- | ----------------------------- | ---------------- | ---------------- | ----------- |
|      | 자유당    | 자유주의 사회자유주의                    | 마크 카니                     | 32.62%           | 160 / 338        | 152 / 338   |
|      | 보수당    | 보수주의 경제적 자유주의 재정보수주의    | 피에르 폴리에브               | 33.74%           | 119 / 338        | 120 / 338   |
|      | 퀘벡 블록 | 퀘벡 민족주의 좌익 내셔널리즘            | 이브-프랑수아 블랑셰          | 7.64%            | 32 / 338         | 33 / 338    |
|      | 신민주당  | 사회민주주의 민주사회주의                | 자그미트 싱                   | 17.82%           | 25 / 338         | 24 / 338    |
|      | 녹색당    | 녹색 정치 녹색자유주의                   | 엘리자베스 메이 / 조나탕 페노 | 2.33%            | 2 / 338          | 2 / 338     |
|      | 인민당    | 극우 포퓰리즘 캐나다 내셔널리즘 보수주의 | 막심 베르니에                 | 4.94%            | 0 / 338          | 0 / 338     |
|      | 무소속    | 해당 없음                                | 해당 없음                     | 0.19%            | 0 / 338          | 0 / 338     |
| 공석 | 공석      | 해당 없음                                | 해당 없음                     | 해당 없음        | 해당 없음        | 4 / 338     |

## 선거 결과
| ↓    |      |      |        |      |
| 168  | 144  | 23   | 7      | 1    |
| 자유 | 보수 | 블록 | 신민주 | 녹색 |

| 정당                        | 정당            | 대표                         | 후보 수      | 의석 수      | 의석 수      | 의석 수      | 의석 수        | 의석 수      | 득표 수 | 득표 수   | 득표 수 | 득표 수 | 득표 수       |
| 정당                        | 정당            | 대표                         | 후보 수      | 2021년       | 해산 직후    | 2025년       | 2021 대비 변동 | 의석%        | 득표 수 | 득표 변동 | %       | PP 변화 | 출마구 득표율 |
| --------------------------- | --------------- | ---------------------------- | ------------ | ------------ | ------------ | ------------ | -------------- | ------------ | ------- | --------- | ------- | ------- | ------------- |
|                             | 자유당          | 마크 카니                    | 342          | 160          | 152          | 168          | 8              | 49%          |         |           |         |         |               |
|                             | 보수당          | 피에르 폴리에브              | 342          | 119          | 120          | 144          | 25             | 42%          |         |           |         |         |               |
|                             | 블록 퀘벡당     | 이브-프랑수아 블랑셰         | 78           | 32           | 33           | 23           | 9              | 6.7%         |         |           |         |         |               |
|                             | 신민주당        | 자그미트 싱                  | 342          | 25           | 24           | 7            | 17             | 2.0%         |         |           |         |         |               |
|                             | 녹색당          | 엘리자베스 메이, 조나탕 페노 | 232          | 2            | 2            | 1            | 1              | 0.3%         |         |           |         |         |               |
|                             | 인민당          | 막심 베르니에                | 247          | –            | –            | –            | 보합           | –            |         |           |         |         |               |
| 무소속                      | 무소속          | 무소속                       | 177          | –            | 3            | –            | 보합           | –            |         |           |         |         |               |
|                             | 마르크스-레닌당 | 안나 디 카를로               | 35           | –            | –            | –            | 보합           | –            |         |           |         |         |               |
|                             | 기독교 유산당   | 로드니 L. 테일러             | 32           | –            | –            | –            | 보합           | –            |         |           |         |         |               |
|                             | 코뿔소당        | 치눅 B. 블레-레둑            | 29           | –            | –            | –            | 보합           | –            |         |           |         |         |               |
|                             | 공산당          | 엘리자베스 라울리            | 24           | –            | –            | –            | 보합           | –            |         |           |         |         |               |
|                             | 중도당          | A.Q. 라나                    | 19           | –            | –            | –            | 보합           | –            |         |           |         |         |               |
|                             | 캐나다 미래당   | 도미닉 카디                  | 19           | 신규         | –            | –            | 신규           | –            |         | 신규      |         | 신규    |               |
|                             | 자유지상당      | 잭스 Y. 보르도               | 16           | –            | –            | –            | 보합           | –            |         |           |         |         |               |
|                             | 연합당          | 그랜트 S. 에이브러험         | 16           | 신규         | –            | –            | 신규           | –            |         | 신규      |         | 신규    |               |
|                             | 동물보호당      | 리즈 화이트                  | 7            | –            | –            | –            | 보합           | –            |         |           |         |         |               |
|                             | 대마초당        | 블레어 T. 롱리               | 2            | –            | –            | –            | 보합           | –            |         |           |         |         |               |
| 공석                        | 공석            | 공석                         | 공석         | 공석         | 4            | –            | –              | –            | –       | –         | –       | –       | –             |
| 유효 투표 수                | 유효 투표 수    | 유효 투표 수                 | 유효 투표 수 | 유효 투표 수 | 유효 투표 수 | 유효 투표 수 | 유효 투표 수   | 유효 투표 수 |         |           | 100.00% | –       | –             |
|                             |                 |                              |              |              |              |              |                |              |         |           |         |         |               |
| 무효표 수                   | 무효표 수       | 무효표 수                    | 무효표 수    | 무효표 수    | 무효표 수    | 무효표 수    | 무효표 수      | 무효표 수    |         |           |         |         | –             |
| 계                          | 계              | 계                           | 1959         | 338          | 338          | 343          | 5              | 100.00%      |         |           | 100.00% | –       | 100.00%       |
| 투표율                      |                 |                              |              |              |              |              |                |              |         |           |         |         |               |
| 출처: 캐나다 선거관리위원회 |                 |                              |              |              |              |              |                |              |         |           |         |         |               |

### 재개표
후보간 차이가 0.1% 이하인 경우에 법률상 재개표가 실시된다. 재개표가 실시된 지역구는 아래와 같다:
| 선거구                                  | 1위 및 2위 후보 | 1위 및 2위 후보                  | 1위 및 2위 후보 | 1위 및 2위 후보 | 재개표일 | 재개표 결과 | 재개표 결과 | 재개표 결과 | 재개표 결과 |
| 선거구                                  | 후보 성명       | 후보 성명                        | 득표수          | %               | 재개표일 | 후보 성명   | 후보 성명   | 득표수      | %           |
| --------------------------------------- | --------------- | -------------------------------- | --------------- | --------------- | -------- | ----------- | ----------- | ----------- | ----------- |
| 온타리오주 밀튼 이스트—핼튼 힐 사우스   |                 | 크리스티나 테써 데르크센, 자유당 | 32, 130         | 48.23%          |          |             |             |             |             |
| 온타리오주 밀튼 이스트—핼튼 힐 사우스   |                 | 팜 길, 보수당                    | 32, 101         | 48.18%          |          |             |             |             |             |
| 뉴펀들랜드 래브라도주 테라 노바 및 반도 |                 | 앤서니 저메인, 자유당            | 19,704          | 47.97%          |          |             |             |             |             |
| 뉴펀들랜드 래브라도주 테라 노바 및 반도 |                 | 조너던 로우, 보수당              | 19,692          | 47.94%          |          |             |             |             |             |
| 퀘벡주 테레본                           |                 | 타티아나 아우구트, 자유당        | 23,296          | 38.74%          |          |             |             |             |             |
| 퀘벡주 테레본                           |                 | 나탈리에 신클레어-데자네, 퀘벡당 | 23,261          | 38.68%          |          |             |             |             |             |

## 더 보기
- 캐나다의 선거
- 캐나다 총리

### 해설
1. ↑  보수당의 전신인 캐나다 진보보수당의 기록으로, 1998년 당시 당대표는 브라이언 멀로니였다. 1993년에서 2000년까지 선거에서 진보보수당과 개혁당의 득표율을 더해도 40%를 넘긴적이 없다.
2. ↑  2021년 총선 딩시의 은퇴 의원의 소속 정당.